# Tratado de Fráncfort
El Tratado de Fráncfort (en francés: Le traité de Francfort; en alemán: Friede von Frankfurt) fue un tratado de paz firmado el 10 de mayo de 1871 en Fráncfort del Meno entre el Imperio alemán y Francia, al finalizar la guerra franco-prusiana. Ratificó el Tratado de Versalles del 26 de febrero de 1871, acordado entre Otto von Bismarck y el jefe de gobierno francés, Adolphe Thiers.
El Imperio alemán surgido del conflicto pasó a contar con 540,000 km² incluyendo al Territorio Imperial de Alsacia y Lorena. Sin embargo, ambas regiones le fueron devueltas a Francia según el Tratado de Versalles de 1919.

## Historia
Los preliminares del Tratado de Fráncfort entre Otto von Bismarck y Adolphe Thiers fueron firmados en Versalles el 26 de febrero de 1871, siendo aceptados por la Asamblea Nacional, en Burdeos, a partir del 1 de marzo siguiente, con el fin de evitar una “entrée triomphale” (entrada triunfal) de las tropas alemanas en París, la capital de Francia. Las negociaciones se reanudaron del 28 de marzo al 24 de abril de 1871 en Bruselas, Bélgica, y continuaron en Fráncfort del Meno por el Ministro de Asuntos Exteriores de Francia, Jules Favre, y el ministro de Finanzas francés Augustin Pouyer-Quertier (6-10 de mayo).
El Tratado de paz firmado el 10 de mayo de 1871, confirmó los preliminares: cesión a Alemania de Alsacia y el noreste de la meseta de Lorena, incluido el valle del Mosela, pero excluyendo Briey y el distrito de Belfort (radio de 10 km alrededor de la ciudad).

## Resumen
El tratado:

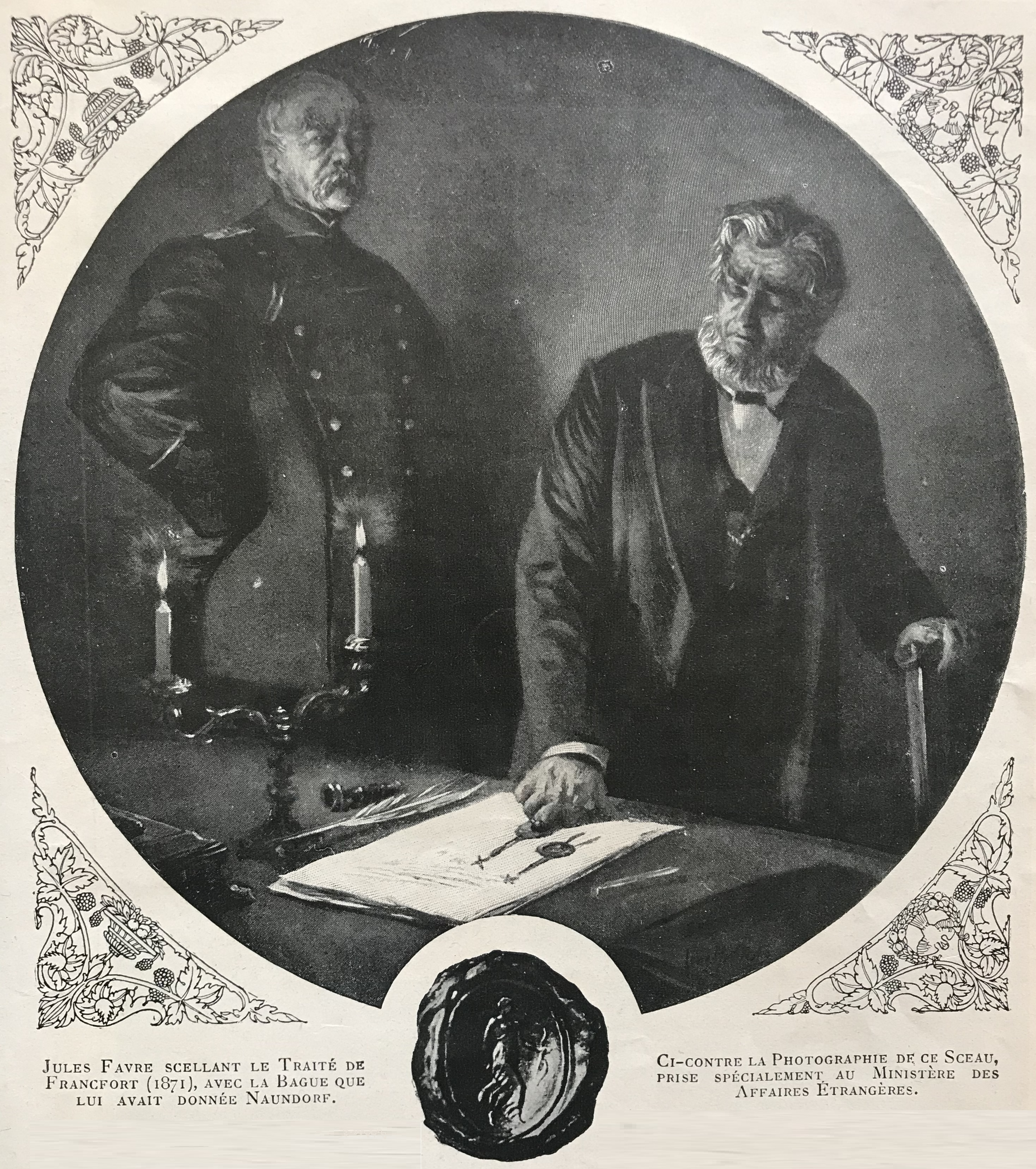
Jules Favre, ministro francés de Asuntos Exteriores, pone su sello en el Tratado de Fráncfort, mientras Otto von Bismarck lo observa.

Los cambios fronterizos del tratado.

- Confirmó la frontera entre la República Francesa y el Imperio alemán, suponiendo la cesión a Alemania de los departamentos franceses que conformaban Alsacia, el norte de Lorena y parte de los Vosgos.
- Dio la opción a los residentes de la región de Alsacia-Lorena hasta el 1 de octubre de 1872 para decidir entre conservar su nacionalidad francesa y emigrar, o permanecer en la región y convertirse en ciudadanos alemanes (150 740 optaron por Francia).[2]
- Señaló los puntos a seguir para la retirada de las tropas alemanas de ciertas zonas (Francia permitió que el ejército alemán desfilase por París).
- Reguló el pago de la indemnización de guerra que debía pagar Francia, de 5000 millones de francos oro (pagaderos en tres años).[5]
- Reconoció la aceptación de Guillermo I de Prusia como emperador alemán.
- Exigió la ocupación militar alemana de una parte del territorio de Francia hasta que la indemnización fuera pagada (para sorpresa de Alemania, los franceses pagaron rápidamente la indemnización). El ejército alemán ocupó parte del territorio francés hasta 1873.

El tratado también aclaró los siguientes puntos:
- El uso de las vías fluviales navegables con respecto a Alsacia-Lorena.
- El comercio entre los dos países.
- El intercambio de los prisioneros de guerra.

## Factores que influyeron en los límites territoriales

### Estrategia
Los militares alemanes intervinieron en favor del control de la región de Alsacia, el norte de los Vosgos (la cordillera) y el área entre Thionville (Diedenhofen) y Metz como requisito para la protección de Alemania. Principalmente, los militares alemanes consideraron el control del camino entre Thonville y Metz como la zona más importante de control en caso de una nueva guerra con Francia.

### Política
Sin un cambio en los límites territoriales del oeste, las fronteras del nuevo imperio con Francia habrían estado en gran parte divididas entre los estados de Baden y de Baviera, cuyos gobiernos eran poco entusiásticos con la perspectiva de tener una Francia vengativa en sus puertas. También se habría necesitado el estacionamiento de sustanciales fuerzas imperiales en las fronteras de esos estados, posiblemente comprometiendo su capacidad de ejercer la considerable autonomía que los estados del sur habían logrado mantener en el tratado de unificación. Un cambio en la frontera alivió esos problemas. Los estados del sur de Alemania, que se habían negado a ingresar a la Confederación Alemana del Norte en 1867, aceptaron la creación de una Alemania unificada y la tutela del rey de Prusia, Guillermo I.

### Economía
Los recursos naturales en Alsacia-Lorena (mineral de hierro y carbón) no parecieron desempeñar un papel en la lucha de Alemania por las áreas anexionadas. La anexión militar fue el objetivo principal declarado junto con la unificación del pueblo alemán. Al mismo tiempo, Francia perdió 1 447 000 hectáreas, 1694 pueblos y 1 597 000 habitantes, así como el 20 % de su potencial en minería y acero. El tratado de comercio de 1862 con Prusia no fue renovado pero Francia concedió a Alemania, para el comercio y la navegación, una cláusula de país más favorecido. Francia respetaría las cláusulas del Tratado de Fráncfort en su totalidad hasta 1914.
Este tratado polarizó la política francesa hacia Alemania por los siguientes cuarenta años. La reconquista de Alsacia-Lorena, las «provincias perdidas», se convirtió en una obsesión caracterizada por un revanchismo que sería uno de los más fuertes motivos de la participación de Francia en la Primera Guerra Mundial.
El pago de las reparaciones de guerra de Francia hacia Alemania, formaron parte del Tesoro de la Guerra Imperial (Reichskriegsschatz), el cual fue almacenado y resguardado en la Torre Julius de la Ciudadela de Spandau, en Berlín, entre 1874 y 1919.